# Veintegenarios en Alburquerque
Veintegenarios en Alburquerque es el sexto álbum publicado por el cantautor español Albert Pla, procedente de Cataluña.
Fue publicado en 1997 por la multinacional BMG en formato de falso directo y contó con las colaboraciones de Fermín Muguruza, Manolo Kabezabolo, Quico Pi de la Serra, Joseba Tapia , Robe Iniesta de Extremoduro y Javier Ibarra (Kase.O) entre otros.

## Polémica
El disco tardó varios años en ver la luz desde que fue concebido por el artista catalán debido a que en el mismo se incluía un corte La dejo o no la dejo que relataba la historia de amor de un señor atormentado por la relación sentimental que mantenía con una terrorista y que según entendía la discográfica podía ser acusada por la justicia de apología del terrorismo.

### Lista de canciones
| Veintegenarios en Alburquerque |                                                                          |                       |          |  |
| N.º                            | Título                                                                   | Escritor(es)          | Duración |  |
| 1.                             | «Marcelino Arroyo del Charco»                                            | Albert Pla            | 6:05     |  |
| 2.                             | «Veintegenarios (con Fermin Muguruza, Manolo Kabezabolo y Robe Iniesta*» | Albert Pla            | 4:37     |  |
| 3.                             | «La dejo o no la dejo»                                                   | Albert Pla            | 5:31     |  |
| 4.                             | «El camión de la basura (con Quico Pi de la Serra)»                      | Albert Pla            | 4:15     |  |
| 5.                             | «El gallo Eduardo Montenegro»                                            | Albert Pla            | 5:47     |  |
| 6.                             | «Lola la Loca»                                                           | Albert Pla            | 3:50     |  |
| 7.                             | «Pepe Botika (con Robe Iniesta)»                                         | Roberto Iniesta       | 4:51     |  |
| 8.                             | «Qué más me da si da o no da»                                            | Albert Pla            | 2:45     |  |
| 9.                             | «Mañana lo dejo»                                                         | Albert Pla            | 4:15     |  |
| 10.                            | «Soy rebelde»                                                            | Jeanette Anne Kristof | 4:30     |  |
| 11.                            | «Alboraya (con Kase.O y Oriol Tramvia)»                                  |                       | 3:41     |  |